# 李彬
李 彬（り ひん、至正21年（1361年）- 永楽20年1月14日（1422年2月5日））は、明代の軍人。字は質文。本貫は濠州定遠県。

## 生涯
李信の子として生まれた。洪武22年（1389年）、父の済川衛指揮僉事の職を嗣いだ。洪武23年（1390年）、潁国公傅友徳に従って北伐し、多くを捕斬した。洪武26年（1393年）、宣府城基を測量した。洪武27年（1394年）、兵を率いて宣府城を修築し、あわせて徳勝口城を建築した。洪武28年（1395年）、万全保安城を建築した。洪武29年（1396年）、泥河営の黒松林から哈喇までを偵察し、引き返して兵を広昌に駐屯させた。
建文元年（1399年）、燕王朱棣が起兵すると、李彬は燕王に帰順して、先鋒をつとめ、薊州鎮・遵化を攻略して指揮同知に進んだ。雄県・莫州を攻め落として都指揮僉事に進んだ。真定で戦い、盧龍を抜き、大寧を下し、広昌を奪取するのにいずれも功績を挙げた。五軍が立てられると、右軍を率いることとなった。建文2年（1400年）、李彬は白溝河で戦い、済南を攻撃して、都指揮同知に進んだ。その冬、滄州を落とした。建文3年（1401年）、順徳を奪取し、定州を攻略して、右軍都督僉事に進んだ。その冬、楊村で平安の軍と戦って敗れ、負傷して北平に後送された。建文4年（1402年）、長江を渡り、南京に入った。永楽帝（朱棣）が即位すると、李彬は中宮の護衛を命じられた。
永楽元年（1403年）4月、丘福の建議により、李彬は豊城侯に封じられ、世券を与えられた。翌年、襄城伯李濬が永新県の反乱を討つと、李彬は軍を率いて応援するよう命じられた。到着しないうちに反乱は平定されていたことから、李彬は軍を率いたまま広東に駐屯するよう命じられた。永楽4年（1406年）、南京に召還され、南陽の皁君山の反乱の討捕にあたった。7月、左参将として征夷副将軍沐晟に従い、ベトナム胡朝の征討にあたった。12月、李彬は雲陽伯陳旭とともに胡朝の西都を陥落させ、胡朝の軍を木丸江で撃破した。永楽6年（1408年）、凱旋し、禄500石を加増された。ほどなく総兵官となり、海上で倭寇の警戒にあたった。永楽7年（1409年）、長沙で反乱を起こした李法良を討って捕らえた。永楽9年（1411年）、浙江・福建の兵を率いて海賊を追捕した。
永楽10年（1412年）、李彬は甘粛に赴いて西寧侯宋琥とともに明に降伏したモンゴルの首長たちを応対するよう命じられた。李彬は柳升とともに国境の兵に厳戒態勢を敷かせ、土官の李英に命じて野馬川を防備させた。涼州の首長の老的罕が離反し、都指揮の何銘が戦死したが、李英が老的罕を追撃して、その部衆を捕らえた。老的罕は赤斤蒙古衛に逃れた。永楽帝は兵を派遣しようとしたが、李彬は道が遠く軍糧の補給が困難であるとして、穏健策で進めるよう求めた。永楽11年（1413年）、宋琥に代わって李彬が甘粛に駐屯し、赤斤蒙古衛は老的罕を捕縛して永楽帝に献上した。永楽12年（1414年）、李彬は永楽帝の漠北遠征に従い、右哨を率いて、忽失温で敵を破り、トール川まで追撃した。凱旋すると、褒賞を受けて、陝西に移駐した。
永楽15年（1417年）2月、李彬は征夷将軍の印を受け、交趾に駐屯した。陸那県で反乱を起こした阮貞を撃破して捕らえ、都督の朱広らを平順州と北昼諸寨に派遣した。永楽16年（1418年）、清化府土巡検の黎利が反乱を起こすと、李彬は朱広を派遣して黎利を撃破し、敗走させた。永楽17年（1419年）、都督同知の方政を派遣して可藍柵で黎利を襲撃し、その将軍の阮個立らを捕らえた。黎利は老撾に逃れた。李彬が交趾に軍を返そうとすると、黎利が再び起兵したため、都指揮の黄誠が撃退し、暑雨のさなかに軍を返した。李彬は方政・鄭公証・丁宗老・朱広・徐謜らの諸将を分遣して、北ベトナム各地で起こる反乱に対処させ、たびたび反乱軍を撃破した。
永楽19年（1421年）、李彬は交趾への食糧輸送が滞っていたことから、官軍と土司軍の共同で屯田を運営する許可を求め、永楽帝に聞き入れられた。ときに李彬は兵を老撾に入れて黎利を捜索しようとした。老撾の人々は戦禍を恐れて自ら黎利を捕らえて献上したいと申し出た。しかし李彬が病床に伏したため、沙汰止みとなった。永楽20年正月壬申（1422年2月5日）、李彬は死去した。享年は62。茂国公の位を追贈された。諡は剛毅といった。
子の李賢が豊城侯の爵位を嗣いだ。